# Long Itchington
Long Itchington – wieś w Anglii, w hrabstwie Warwickshire, w dystrykcie Stratford-on-Avon. Leży 15 km na wschód od miasta Warwick i 122 km na północny zachód od Londynu. W 2001 miejscowość liczyła 2161 mieszkańców.